# Toreutique

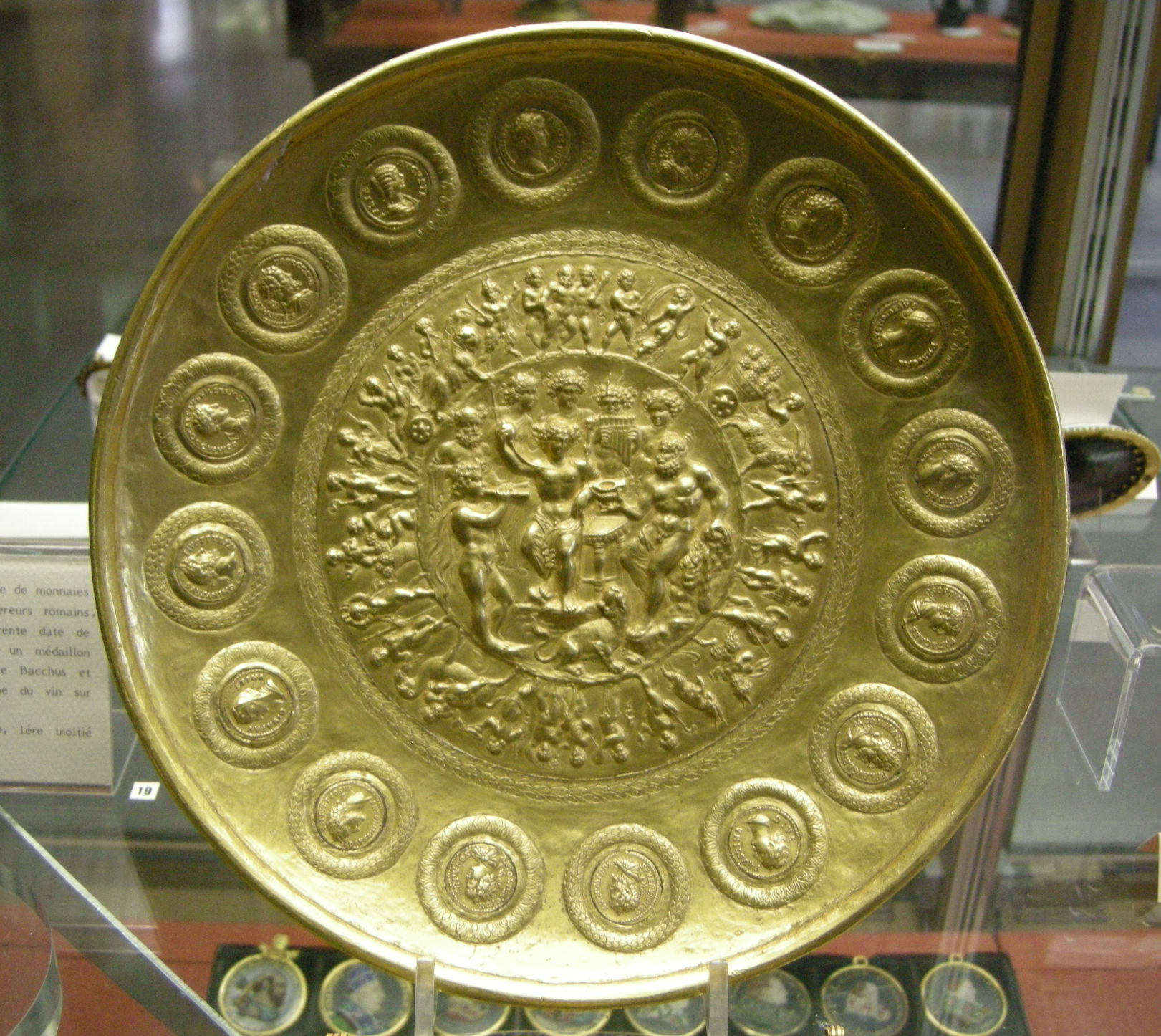
Patera de Rennes.

La toreutique est l'art de travailler le métal par le martelage de métaux (or et argent principalement,) ou par la gravure, allant de la simple courbure du métal à l'inscription de motifs détaillés gravés ou en relief dans le métal choisi. Ce travail se fait par l'usage d'outils divers tels que la masse, le marteau, des ciseaux à tranchant en biseau ou encore le burin. On peut ainsi avoir tendance à la rapprocher de l'orfèvrerie.
La toreutique existe depuis la haute antiquité. Elle est attestée à l'Âge du Bronze et a fleuri en Mésopotamie et en Perse, bien que le terme n'ait été inventé qu'au XIXe siècle. 

## Maîtres contemporains de la toreutique perse
Cette section est promotionnelle ou publicitaire (juin 2021). Considérez son contenu avec précaution et/ou discutez-en.

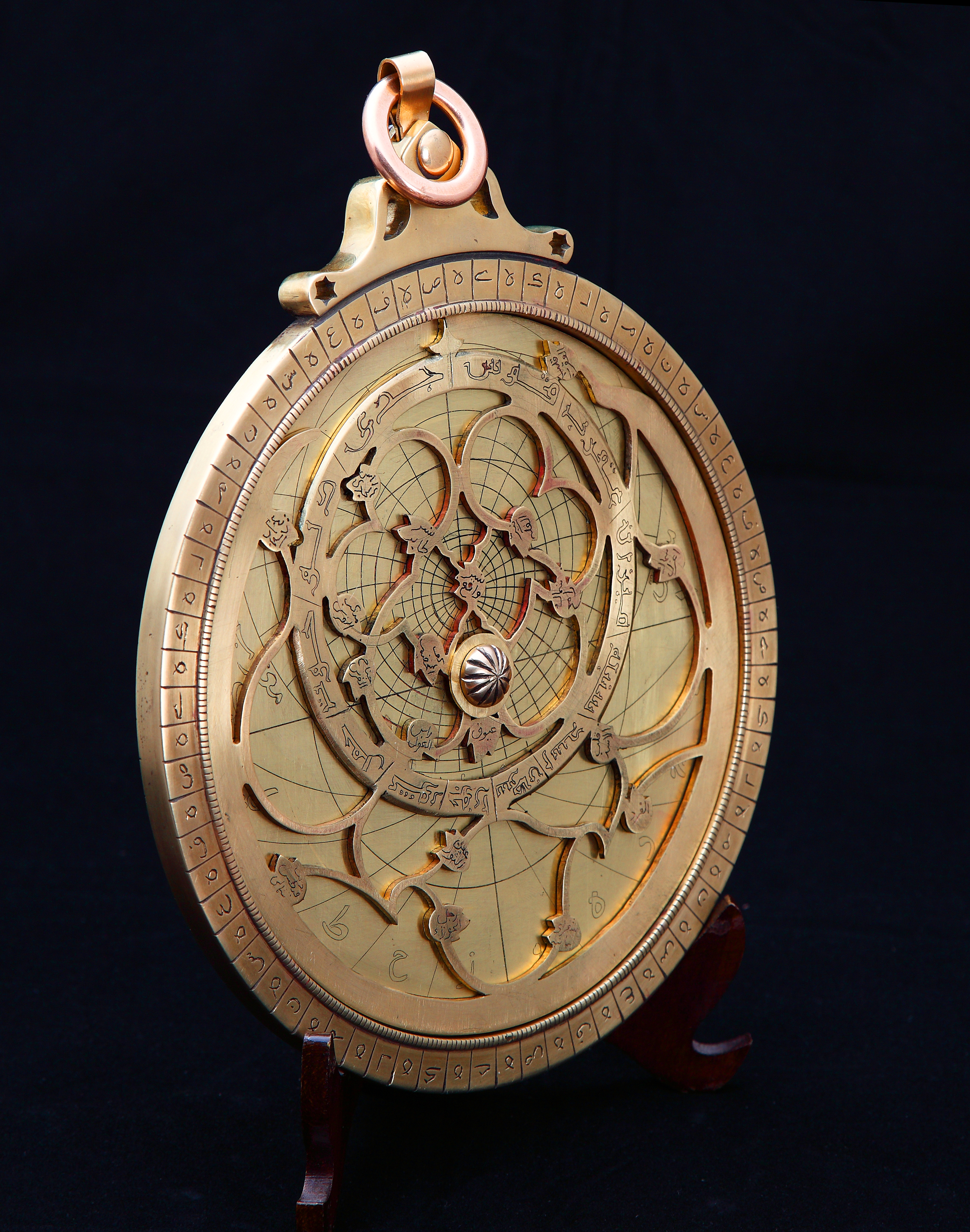
Le travail de Maître Ibrahim Latkhafi.

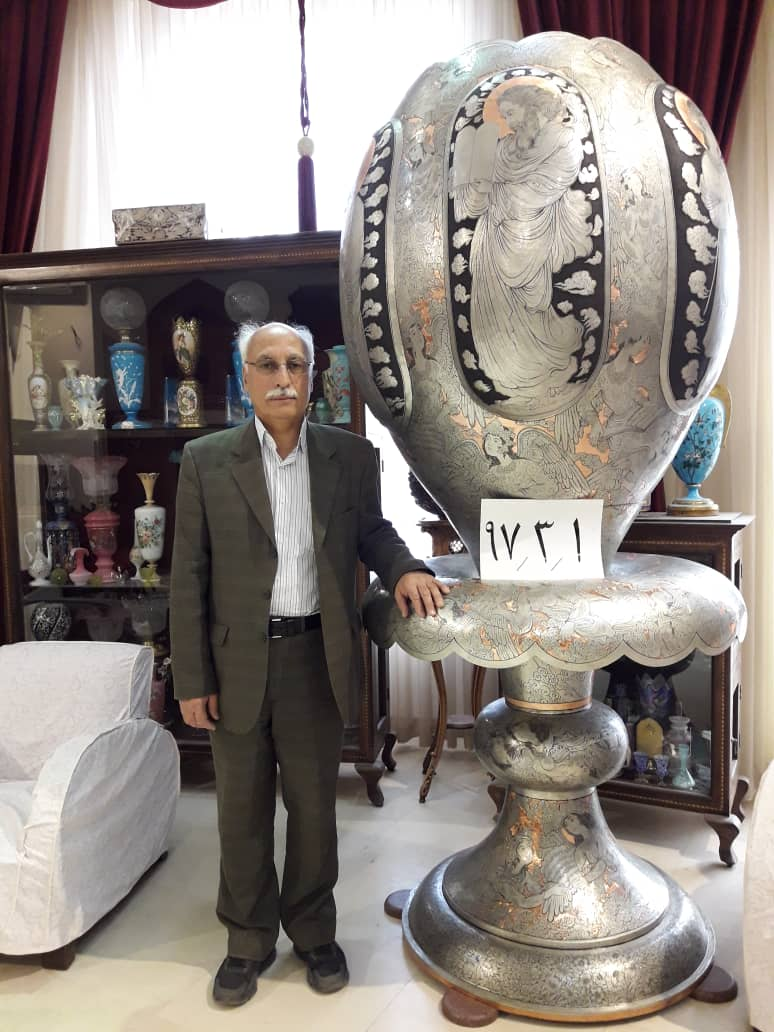
Le travail de Maître Bahram elyasi.

Le maître Bahram elyasi, qui est unique dans son travail et qui possède des œuvres d'art et des chefs-d'œuvre de premier ordre dans le monde entier, est un graveur de style Ispahani. Il a été appelé le graveur de Farshchian par Bahram elyasi. Une œuvre de la collection Saadabad, une œuvre de la collection du Musée d'art contemporain de Téhéran, une œuvre au Musée de la guerre, une œuvre au Musée La Conférence islamique et deux des œuvres appelées "Polo" sont conservées au Musée d'État de l'Utah en Amérique.
Le maître Ali Rahimi a été l'un des célèbres maîtres de la gravure et a un nouveau style. (Ses travaux de gravure spéciaux comprennent 10 à 15 personnages professionnels différents, liés à une période historique.Chaque personnage est venu avec ses propres vêtements et accessoires uniques.Ainsi que des images d'arbres, de fleurs et de poulets dans le domaine du travail, martelées sur le sphérique et le conique surfaces d'objets en cuivre et en argent. Enfin, il mourut en 1372 et fut enterré au (jardin Rezvan) à Ispahan.
Le maître Ebrahim Latkhafi était l'un des maîtres célèbres et éminents de la calligraphie et de l'astrolabe à Ispahan, décédé le 20 mars 2012 et enterré dans la section des artistes du jardin Rezvan à Ispahan.

### Le maître Bahram elyasi
Bahram elyasi est né en 1956 à Shahrekord, en Iran. C'est un calligraphe iranien de premier plan. Il a peint et miniaturé sur des surfaces métalliques À l'âge de 15 ans, il a commencé à travailler dans le domaine de la gravure avec des professeurs tels que Shah Mirza et Reza Gohari Mehr. Le résultat a été plusieurs grandes œuvres durables jusqu'en 1398 AH. Elyasi réalise des miniatures avec des brosses métalliques sur cuivre, ce qui est unique en son genre.Certains des modèles miniatures des œuvres d'elyasi ont été créés par lui et d'autres avec la collaboration d'Abbas Rostamian.Dans ses œuvres, elyasi met en valeur plus que toute autre chose les figures et organes sous la forme de faits historiques et de divers événements islamo-iraniens. Les expositions de maîtrise à l'étranger comprennent: deux au Royaume-Uni, une en Suisse et plusieurs à Dubaï et à la périphérie de l'Iran, après quoi ils ont reçu diverses distinctions, et des musées nationaux en Iran ont acheté certaines de leurs œuvres. Les Derviches sont au Palais de Saadabad et un autre au Musée de la Conférence Islamique.

#### Œuvre de poètes persans par Maître Elyasi

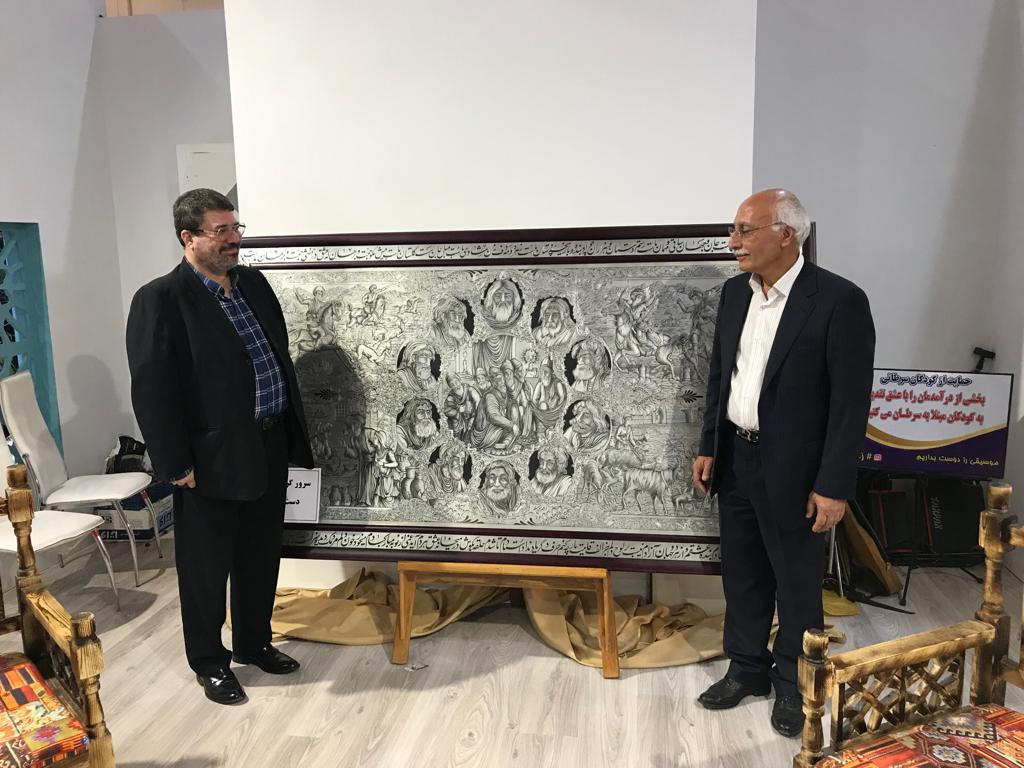
Le travail de Maître Elyasi

Elyasi, dans le but de faire revivre les noms de personnalités éduquées telles que de célèbres poètes et scientifiques iraniens dans le contexte de son art, a commencé à créer plusieurs œuvres différentes appelées «célébrités» en 1992. Son premier travail a été achevé deux ans plus tard, et la construction de sa deuxième peinture de célébrités, qui comprend plus de 40 personnages différents et se réfère principalement à la lecture de poésie et à la divination parmi les Iraniens, mesurant 1 mètre de long et 70 centimètres de large, a été achevée en 2006. Reçu. Cinq ans plus tard, en 2011, elle a été reconnue comme la meilleure œuvre orientale de l'année lors de la vente aux enchères annuelle Art Fair à Vienne. Aussi, sa première peinture de célébrités a été dévoilée pour la première fois dans la 26e exposition d'artisanat, et il a annoncé qu'il avait travaillé pour cette œuvre pendant deux ans et huit heures par jour. Cette œuvre mesure 2 mètres et 40 centimètres de long et 1 mètre 40 centimètres de large. Il est fait de cuivre et recouvert d'étain, qui comprend les figures d'Abu Ali Sina, Rumi, Saadi, Khayyam et Ferdowsi. Selon Eliassy, ce tableau comporte cinq parties. De droite, si vous regardez le tableau, il commence par l'image d'un terrain de chasse et se termine par l'image d'un potier après le jeu de polo et la vie sous forme d'ellipse, qui est une métaphore de la fin de vie. C'est gris. Au milieu du tableau, une image de derviches et de Dora est gravée autour des poèmes des poètes.

#### Bourgeons des prophètes de Bahram Elyasi
Le nouveau travail de l'artiste Ispahani Maître Bahram Elyasi nommé Ghancheh Anbia a été officiellement dévoilé lors de la 32e Exposition nationale de l'artisanat iranien à Téhéran en présence du Dr Ali Asghar Monsan, ministre du Patrimoine culturel, du Tourisme et de l'Artisanat. La hauteur de 2 mètres et 70 centimètres a été créée en continu pendant quatre ans et a été préparée en trois étapes de conception, de fabrication de volume et de gravure. Et la solidarité entre les religions et le message commun à tous les prophètes divins.

## Toreutique en Europe

### Europe du Nord
Les gullgubber sont parmi les plus anciens exemples toreutiques en Europe du Nord. Les premiers exemplaires découverts datent en effet de l'âge du fer nordique.

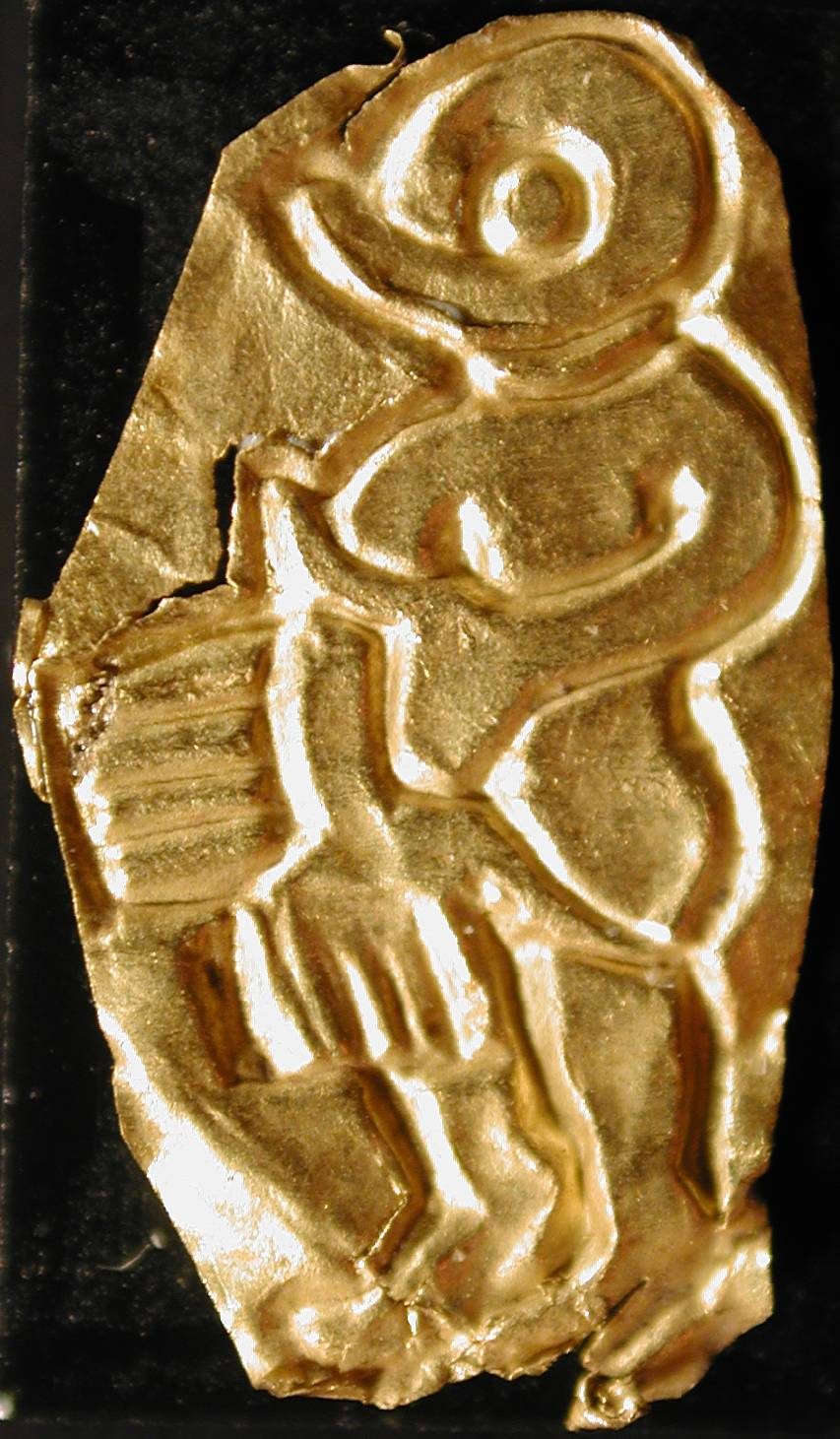
Un Gullgubbe "spectre"
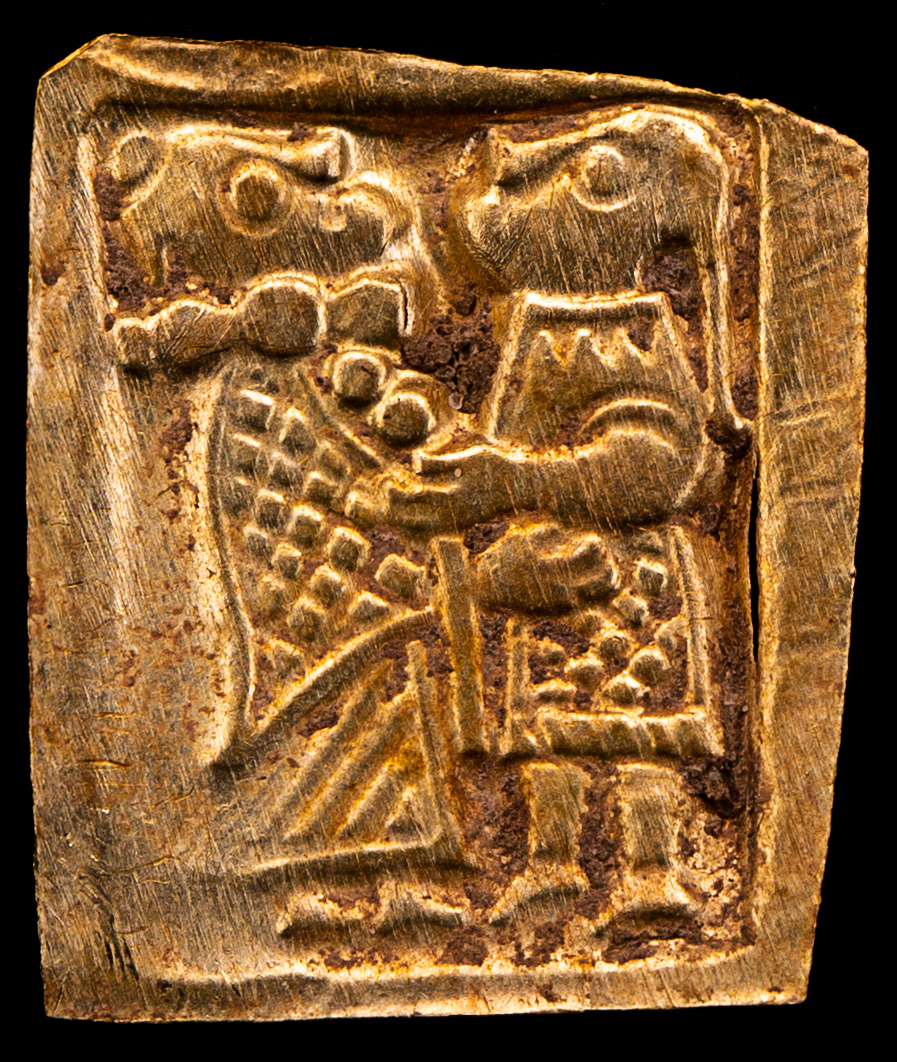
Gullgubber datant d'environ 700 après J.C., en Suède, en 2020

### Balkans
Lors de fouilles archéologiques, plusieurs objets toreutiques ont été retrouvés dans cette zone géographique, notamment en Thrace.
On peut, entre autres, compter des parures thraces datant du Ve siècle avant J.C., découvertes dans la nécropole de Duvali,.